# Un taxi mauve (film)
Pour les articles homonymes, voir Un taxi mauve (roman).
Pour plus de détails, voir Fiche technique et Distribution.
Un taxi mauve est un film franco-italo-irlandais réalisé par Yves Boisset, tourné en Irlande et sorti en 1977. C'est une adaptation du roman éponyme publié quatre années plus tôt par Michel Déon, qui avait reçu le grand prix du roman de l'Académie française.

## Synopsis
L'arrivée d'une jeune femme, Sharon (Charlotte Rampling), dans un petit village du comté de Clare en Irlande bouleverse le quotidien fait d'amitiés et de silence de Philippe Marchal (Philippe Noiret), qui s'est réfugié dans ce village après la mort de son fils, et de Jerry (Edward Albert), frère de Sharon, cadet d'une famille de milliardaires, exilé en Irlande par sa famille à la suite d'une sombre histoire. Dans ce pays sauvage, tout semble se dérouler paisiblement sauf quand surgit Taubelman (Peter Ustinov), personnage fantasque semblant connaître tout sur tout le monde, accompagné de sa ravissante et muette fille Anne (Agostina Belli) dont Jerry ne va pas tarder à tomber fou amoureux. Alors que Sharon est déterminée à découvrir qui est réellement Taubelman.

## Tournage

### Lieux
Un taxi mauve a été tourné dans le Connemara en Irlande, comme beaucoup d'autres films, dans une maison de la presqu'île de Renvyle, près du château en ruine, qui a appartenu à Grace O'Malley, dans une maison où le héros Philippe Marchal (Philippe Noiret), grand reporter au National geographic magazine s'est aménagé un cocon pour oublier la disparition de son fils, et non loin de l'Abbaye de Kylemore. D'autres scènes ont été tournées dans Ashford Castle, l'ancienne résidence de la famille Guinness, transformée en hôtel cinq étoiles, un vestige du XIIIe siècle protégé par un pont-levis, hérissé de tours et de tourelles, au-dessus du Lac Corrib, qui isole presque le Connemara du reste de l'Irlande,.

### Circonstances
Lors du film précédent, "Le Juge Fayard dit « le Shériff »", sorti en salles françaises le 12 janvier 1977, Yves Boisset a vu sa voiture vandalisée, et lui-même a été tabassé, il reçoit des menaces contre lui et ses enfants, et lorsqu'il est parti en Irlande pour tourner "Un taxi mauve", il s'installe avec ses enfants dans une ferme protégée par l'I.R.A. : il s'était dit que "même si l'armée britannique ne parvenait pas à toucher à ces endroits-là, les guignols de Pasqua et du SAC n'y arriveraient pas non plus !". Avec la dissolution du SAC par François Mitterrand le 3 août 1982, la censure a été annulée.

## Fiche technique
Sauf indication contraire, les informations mentionnées dans cette section peuvent être confirmées par la base de données cinématographiques IMDb,  présente dans la section « Liens externes ».
- Réalisation : Yves Boisset, assisté par Jean-Claude Garcia  (1er ast réal.) et par  Barry Blackmore et Peter Holder (2es ast réal.)
- Scénario : Michel Déon et Yves Boisset d'après le roman homonyme de Michel Déon
- Photographie : Tonino Delli Colli
- Montage : Albert Jurgenson
- Musique : Philippe Sarde
- Société de production : TF1 Films Productions, Rizzoli Film (Rome), Sofracima, Sphinx Films, National Film Studios of Ireland
- Distributeur initial en salles en France : Parafrance
- Pays de production :  France /  Irlande /  Italie[8]
- Langue de tournage : français, anglais[8]
- Format : couleur (Eastmancolor) — 35 mm — 1.35:1 — Son : mono
- Genre : comédie dramatique
- Durée : 115 minutes
- Dates de sortie :
  - France : 25 mai 1977
  - Belgique : 9 septembre 1977
  - Italie : 25 novembre 1977
  - Irlande : 26 janvier 1979
- Affiche : René Ferracci (France)

## Distribution
- Charlotte Rampling (VF : Elle-même) : Sharon Kean
- Philippe Noiret (VF : Lui-même) : Philippe Marchal
- Peter Ustinov (VF : Lui-même) : Taubelman
- Fred Astaire (VF : Claude Dauphin) : docteur Seamus Scully
- Agostina Belli (VF : Anicée Alvina) : Anne Taubelman
- Edward Albert (VF : Bernard Murat) : Jerry Kean
- Jack Watson : Sean Coen
- Mairin D. O'Sullivan : Margaret Colleen
- Loan Do Huu : Madame Li

## Tournage
Le tournage s'est déroulé du 12 octobre 1976 au 8 janvier 1977, principalement au village d'Eyeries et son pub (le Causkey's Bar), dans le comté de Cork. Mais aussi dans le château d'Ashford (l'hôtel de Sharon) et le château de Rosturk (l'hôtel de Sharon et Philippe), dans le comté de Mayo, la plage de Coumeenoole (la chute de cheval d'Anne) et la route de la Slea Head (une scène de crépuscule), au bout de la péninsule de Dingle dans le comté du Kerry.